# Jutespinnerei Beuel

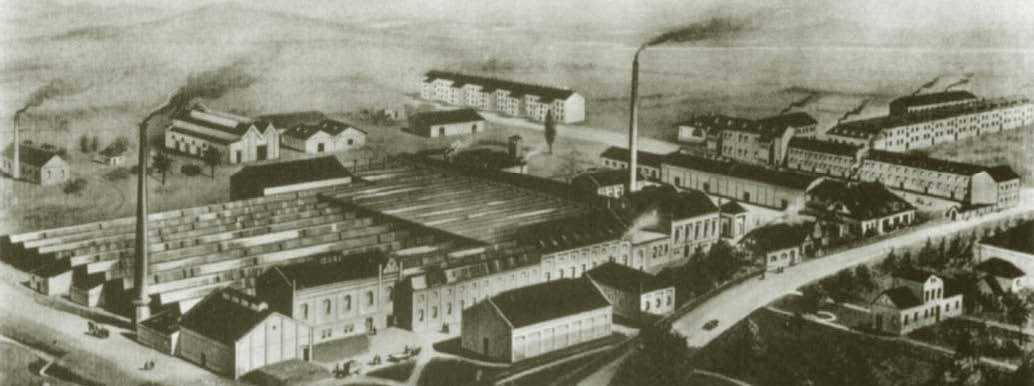
Jutespinnerei Beuel um 1920; Die Direktorenvilla in der unteren rechten Ecke ist durch die Siegburger Straße vom Fabrikgelände getrennt. Der rechte der beiden hohen Schornsteine ist erhalten. Im Hintergrund liegt die zur Fabrik gehörende Arbeitersiedlung an der Paulusstraße und der Josef-Thiebes-Straße.

Die Jutespinnerei Beuel liegt im heutigen Ortsteil Beuel-Ost der Stadt Bonn, Siegburger Straße 42 (vormals Siegburger Chaussee). Die 1868 gegründete Fabrik arbeitete als Jute-Spinnerei. Seit den 1960er Jahren bis zu ihrer Stilllegung 1980 produzierte sie Kunststoffbodenbeläge. Seit 1981 ist die Stadt Bonn Eigentümerin der Fabrikanlage, die sie seitdem unter der Bezeichnung Halle Beuel vorwiegend für kulturelle Veranstaltungen und zu Lagerzwecken verwendet. Die Fassaden des im Zweiten Weltkrieg stark zerstörten Gebäudeensembles stehen unter Denkmalschutz.

## Geschichte
Im Jahr 1860 hatte der Kölner Leinenhändler Alfred Hieronymus am Bonner Talweg (heute stehen hier Bürogebäude der Deutschen Telekom) eine Juteweberei unter seinem Namen gegründet. Acht Jahre später ließ er das Werk in Beuel errichten. Die Fabrik firmierte zunächst unter Rheinische Jutespinnerei und Weberei. Schon kurze Zeit später übernahm die Rheinische Jutespinnerei Solf, Daverport & Co. das Werk. In den Anfangsjahren beschäftigte das Werk rund 200 Arbeiter. Vermutlich als Ergebnis der Gründerkrise kam es zu einem Produktionsrückgang. Im Jahr 1886 meldete das Unternehmen Konkurs an, der Betrieb wurde eingestellt und 600 Arbeiter wurden entlassen. Bereits im Folgejahr erfolgte die Neugründung unter der Firma Westdeutsche Jutespinnerei und Weberei. Bis zum Ersten Weltkrieg entwickelte sich das Geschäft von nun an gut, die Produktions- und Beschäftigtenzahlen wuchsen rasch an. Die Fabrik wurde zu einem der größten Industriebetriebe der Region; bis zu 1500 Menschen waren hier beschäftigt.
Ab den 1880er Jahren kam es zu einem Mangel an Arbeitskräften. Deshalb wurden – verstärkt ab der Jahrhundertwende – unter hohen Kosten ausländische Arbeiter vor allem aus Italien und Österreich-Ungarn angeworben.
In den Jahren 1898 und 1899 wurden an der benachbarten Josef-Thiebes-Straße und der Paulusstraße Reihenhäuser mit Arbeiterunterkünften errichtet. Die Wohnungen an der Josef-Thiebes-Straße bestanden aus 22 Quadratmeter großen Einheiten, denen im Jahr 1937 Toiletten hinzugefügt wurden. Ledige Arbeiter wurden – nach Geschlechtern getrennt – in Gebäuden in der Paulusstraße untergebracht. 1902 richteten Franziskanerinnen in den Räumen der Jutespinnerei einen Kindergarten ein. Ein weiterer Raum in der Fabrik wurde für Gottesdienste genutzt, die hier regelmäßig von Priestern der Beueler Pfarrkirche St. Josef gehalten wurden. Für die Arbeiter wurde eine Kantine unterhalten.
Als erste in Deutschland verarbeitete die Beueler Fabrik Jute von der Rohfaser bis zum fertigen Gewebe. Die aus Indien oder Pakistan importierte Rohjute wurde bis zum Bau der rechtsrheinischen Eisenbahnstrecke von Rotterdam aus mit Flusskähnen bis zur Beueler Werft südlich des Endbahnhofs der Bröltalbahn (heute etwa der Standort der Kennedybrücke) transportiert. Von dort wurden die jeweils 180 kg schweren Juteballen mit Pferdefuhrwerken zur Spinnerei gebracht. Der in der Fabrik aus den Jutegarnen hergestellte grobe Stoff diente zur Fertigung von Säcken und als Grundstoff für die Herstellung von Linoleumböden.

### Erster Weltkrieg
Laut dem Geschäftsbericht der Westdeutsche Jute-Spinnerei und Weberei AG zu Beuel bei Bonn verlief das Geschäftsjahr 1914 ungünstig. Zunächst habe ein allgemeiner Nachfragerückgang dazu geführt, dass der Jute-Spinnerei-Verband die bereits 1913 um 10 % reduzierte Produktionsmenge der angeschlossenen Betriebe für 1914 um weitere 20 % verringern musste. Ab Kriegsbeginn führten dann Lieferengpässe beim importierten Rohmaterial, die durch die britische Seeblockade in der Nordsee verschärft wurden, zu einer schrittweisen Produktionsreduzierung im Beueler Werk. Die Beschlagnahme von Rohjutevorräten ausländischer Unternehmen in Deutschland konnte den Mangel nicht ausgleichen. Die Herstellung wurde gemäß Anweisung des Kriegsministeriums auf den Bedarf des Heeres umgestellt. Ab August 1918 musste die Produktion in Beuel komplett eingestellt werden.

### Zwischenkriegszeit
Im Jahr 1922 wurde zur Finanzierung von Betriebserweiterungen und der gestiegenen Beschaffungskosten für den Rohstoff das Stammkapital des Unternehmens von 3,6 auf 6,95 Millionen Mark erhöht. Im Folgejahr firmierte das Werk als Vereinigte Jute-Spinnereien und Webereien Aktiengesellschaft, Zweigniederlassung Beuel, vorm. Westdeutsche Jute-Spinnerei und Weberei. 1924 erfolgte eine Fusion mehrerer deutscher Jutespinnereien, an der auch die Fabrik in Beuel beteiligt war. Das Unternehmen wurde in die Vereinigte Jutespinnereien und Webereien AG (Hamburg) eingegliedert. Ende der 1920er Jahre kam es als Folge der Weltwirtschaftskrise erneut zu wirtschaftlichen Problemen; der Umsatz des Werks fiel von etwa 6 Millionen Reichsmark im Jahr 1928 auf 1,9 Millionen Reichsmark im Jahr 1931.

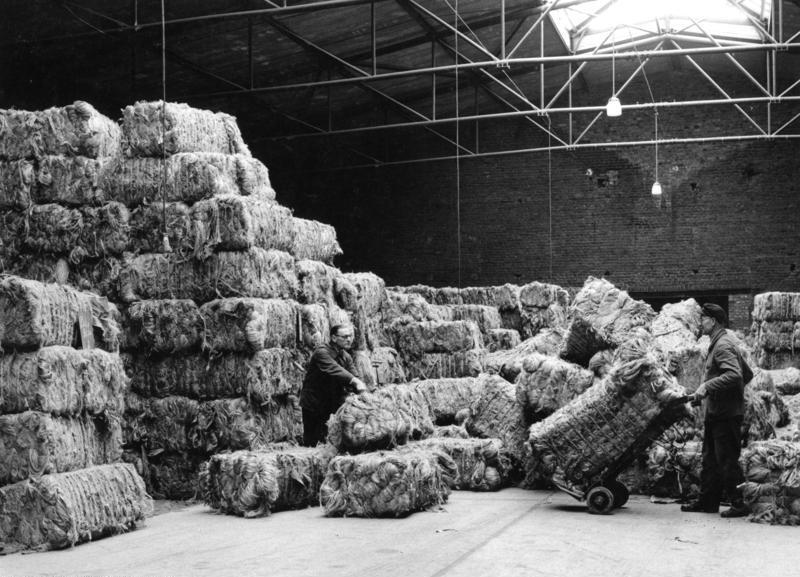
Das Rohjutelager mit Produkten aus Indien und Pakistan im Beueler Werk der Vereinigte Jute-Spinnereien und Webereien AG (Hamburg), 1953

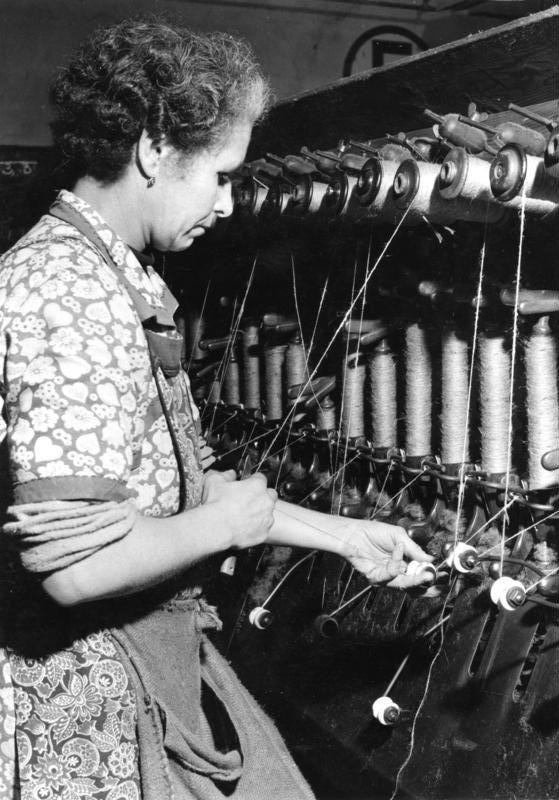
Das Umspulen von Spinnspulen auf Cops

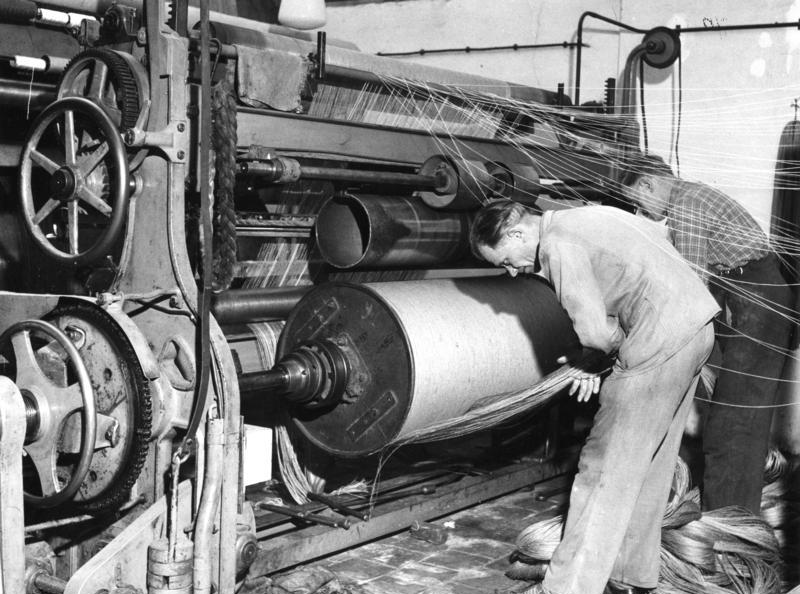
Vorbereiten eines Kettbaums an der Schlichtmaschine im Beueler Werk, 1953

### Zweiter Weltkrieg und Zwangsarbeit
Während des Zweiten Weltkriegs wurden vorwiegend Wehrmachtsaufträge (bspw. Verpackungsmaterial oder Säcke für Briketts und Ernährungsprodukte aus den besetzten Gebieten im Baltikum und in der Sowjetunion) erfüllt.
Ab 1940 wurden Zwangsarbeiter eingesetzt. Zunächst kamen diese Arbeitskräfte größtenteils aus dem besetzten Polen sowie aus Frankreich und den Niederlanden. So wurden im Juni 1940 25 zwischen dreizehn und zwanzig Jahre alte polnische Mädchen vom Arbeitsamt in Sieradz nach Beuel geschickt. Andere kamen aus Zduńska Wola. Die Jutespinnerei war der größte Arbeitgeber polnischer Zwangsarbeiter in Bonn. Ab 1941 kamen die Arbeitskräfte insbesondere aus der Sowjetunion. Im Jahr 1942 waren im Werk in Beuel rund 150 männliche und 250 weibliche Zwangsarbeiter, darunter auch Jugendliche, eingesetzt. Es wurde in zwei Schichten zu je 12 Stunden gearbeitet, Kinder arbeiteten 8 Stunden. Frauen und Mädchen lebten in als Mädchenheimen bezeichneten Baracken. Die Überbelegung der Schlafplätze und die schlechten Arbeitsbedingungen führten zu Tuberkulose-Fällen und Todesopfern.
Bei dem ersten schweren Luftangriff auf das im Krieg lange verschont gebliebene Bonn, der am 4. Februar 1944 zu erheblichen Schäden und 55 Toten führte, wurden auch die Gebäude der Jutefabrik getroffen und bis auf die Umfassungsmauern zerstört.

### Nachkriegszeit
Die Produktion war bis zur provisorischen Wiederherstellung der Anlagen unterbrochen, konnte aber noch im Jahr 1945 wieder aufgenommen werden. Bis in die 1950er Jahre stieg die Zahl der Beschäftigten wieder auf 500 an. In der Nachkriegszeit geriet jedoch die deutsche Jute-Industrie in eine strukturelle Krise: Die Anbauländer Indien und Pakistan begannen, die Rohjute selbst zu verarbeiten und die mit geringen Lohnkosten erstellten Garne und Stoffe zu günstigen Preisen in Europa anzubieten. Außerdem nahm die Nachfrage nach Jute wegen der Entwicklung neuer Verpackungsmittel ab. Ab 1954 wurde deshalb im Werk in Beuel auf die Herstellung von Kunstleder und Kunststoff-Bodenbelägen auf textiler Basis umgestellt. 1961 übernahm die Dresdner Bank die Vereinigte Jutespinnereien und Webereien AG und begann mit der Sanierung des Unternehmens. Noch im selben Jahr wurden die verbliebenen Spinnmaschinen und Webstühle in Beuel demontiert, um stattdessen die Kunststoffverarbeitung auszubauen. 1963 wurde das Werk in DUBLETTA-Kunststoffwerk, Werk der Vereinigten Jute-Spinnereien und Webereien AG, Hamburg umbenannt. Im Marktsegment der Verbundbeläge war Dubletta nach kurzer Zeit erfolgreich. Die Beläge bestanden aus mehreren Schichten von gewalztem Filz, für dessen Herstellung zwar noch Jute, nicht aber deren Verarbeitung durch Spinnen oder Weben notwendig war. Aufgrund der starken Nachfrage kam es 1963 zu einer Kapazitätserweiterung durch die Errichtung einer weiteren Maschinenstraße, die die Herstellung von 2 Meter breiten Belägen ermöglichte. 1964 wurden 5 Millionen Quadratmeter Dubletta-Bodenbelag verkauft. Der Schwerpunkt des Absatzes lag im Inland, daneben wurde in die Schweiz, in die skandinavischen Länder und nach Italien exportiert.
Nach erfolgreicher Sanierung wurde die Vereinigte Jutespinnereien und Webereien AG (und damit auch das Werk in Beuel) im Juni 1965 von der Dynamit Nobel AG erworben. Teile des Grundstücks wurden zu Lagerzwecken vermietet. Bis 1980 wurden hier mit bis zu 200 Mitarbeitern weiterhin PVC-Produkte hergestellt. Dann wurde auch diese Produktion eingestellt. 1981 erwarb die Stadt Bonn die Fabrikanlage.
1987 wurde erstmals – damals noch umstritten – der rund 10.000 Zwangsarbeiter gedacht, die während des Zweiten Weltkriegs in Bonn eingesetzt waren: Schüler der Integrierten Gesamtschule Beuel stellten am Finkenberg in Limperich ein Denkmal für hingerichtete Zwangsarbeiter auf. Im Rahmen eines im Jahr 2003 von der Bundeszentrale für politische Bildung initiierten Schülerwettbewerbs „Spuren des Nationalsozialismus“ organisierten Schülerinnen des Sankt-Adelheid-Gymnasiums in der ehemaligen Beueler Jutefabrik die Aufstellung einer Gedenktafel für Zwangsarbeiter. Sie wurde im Mai 2005 in Anwesenheit von Medienvertretern und Gästen aus der Ukraine enthüllt.

### Nachnutzung
Die von der Stadt übernommene Fabrikanlage dient kulturellen Zwecken. Als „Schauspiel-Halle Beuel“ dient ein Teil zu Theateraufführungen. Auch die Probebühnen und Theaterwerkstätten der städtischen Theater sowie Lager für Bühnenbilder und Fundus sind hier untergebracht, sowie seit Oktober 2016 das Pantheon-Theater.
Der Denkmal- und Geschichtsverein Bonn-Rechtsrheinisch setzt sich für den Erhalt der Anlage ein.

## Gebäude
Im Wesentlichen gab es zwei Bauphasen bei der Errichtung der Fabrikanlage. Im Zentrum der Anlage steht das imposante Spinn- und Webhaus. Es stammt aus dem Jahr 1868 und wurde 1898 nach Osten etwa um das Doppelte vergrößert. Der Backsteinbau verfügt über geschmückte Ziergiebel und hohe Rundbogenfenster. Zu den älteren, erhaltenen Gebäuden der Anlage gehören auch das Kesselhaus mit dem 46 Meter hohen Kamin, das Maschinenhaus sowie ein kleines Werkstattgebäude. Die 1897/1898 errichteten Erweiterungsbauten liegen vorwiegend entlang der Siegburger Straße. Sie prägen das Erscheinungsbild der Anlage. Im Innern werden sie auf der gesamten Länge durch den alten Seilgang durchschnitten. Das Pförtnerhaus und ein Verwaltungsgebäude wurden 1910 errichtet. Sie flankieren die Werkszufahrt. Auf der gegenüberliegenden Seite der Siegburger Straße liegt in einem kleinen Parkgelände die Direktorenvilla. Das Gebäude wurde nach Kriegsschäden stark verändert, so dass die historistische Architektur weitgehend verloren ging. Die Villa liegt in der Achse des Haupteingangs zur Jutefabrik. Die Fassaden der ehemaligen Weberei sind denkmalgeschützt.

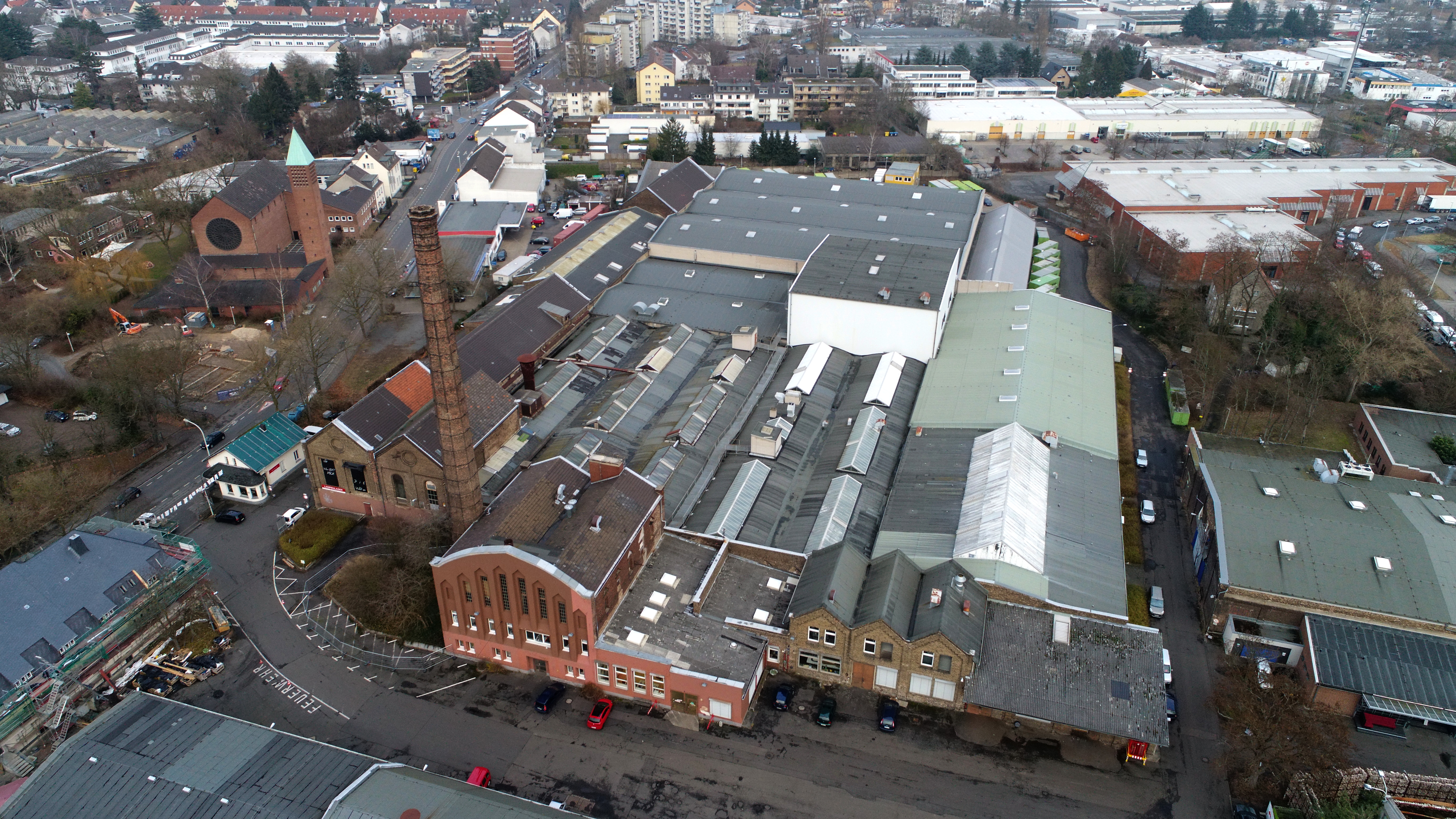
Jutespinnerei Beuel, Luftaufnahme (2017)
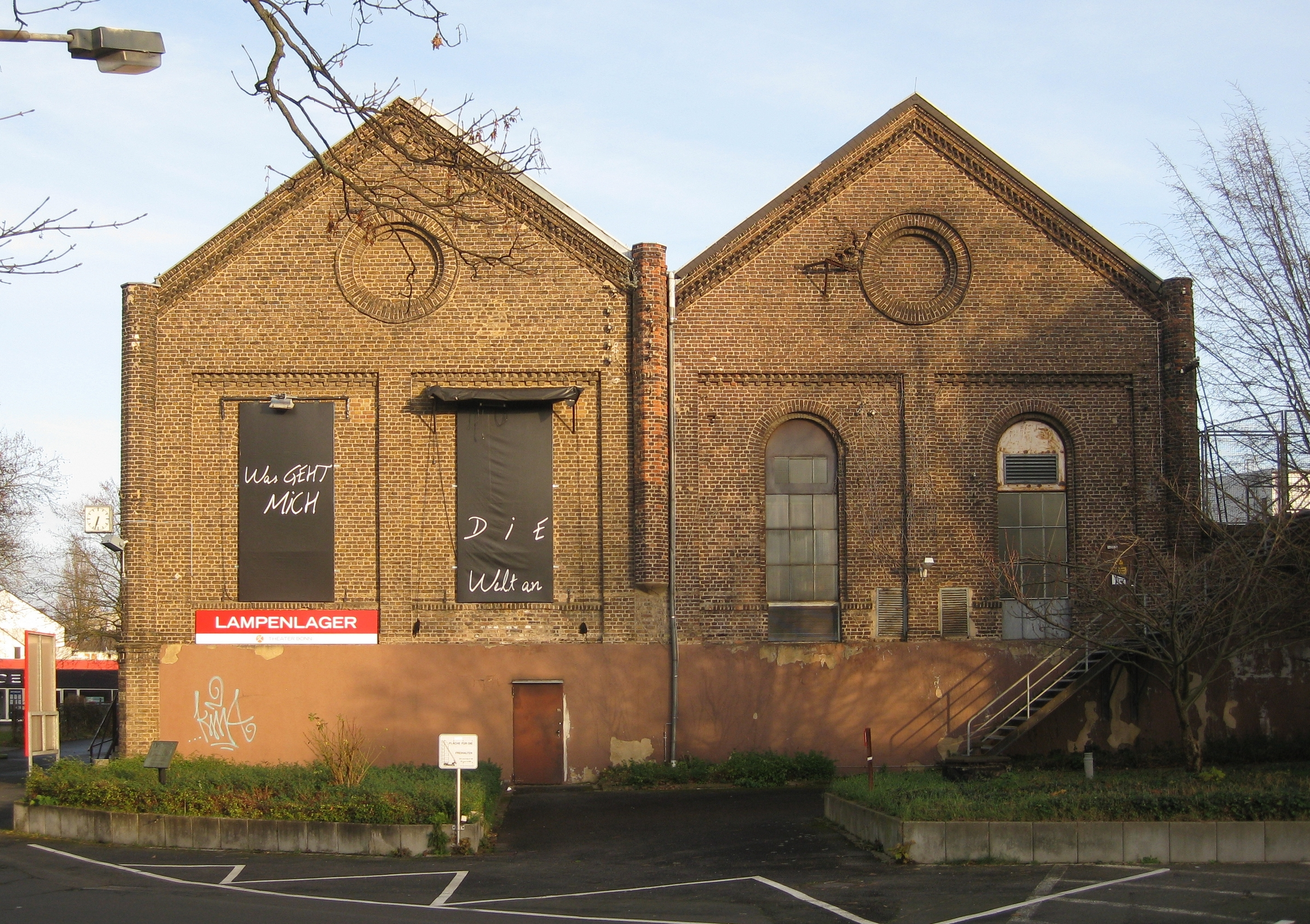
Maschinenhalle
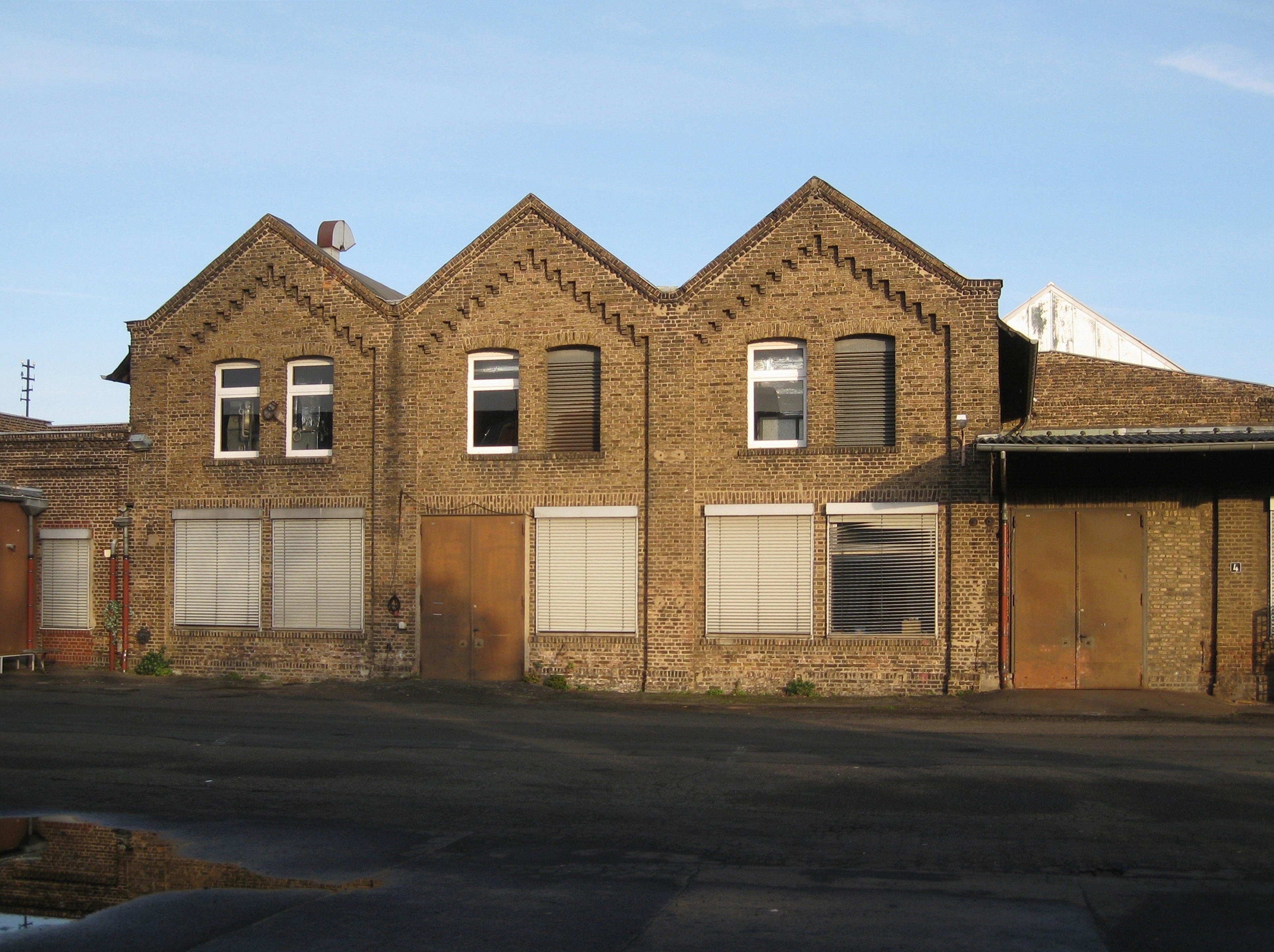
Werkstattgebäude
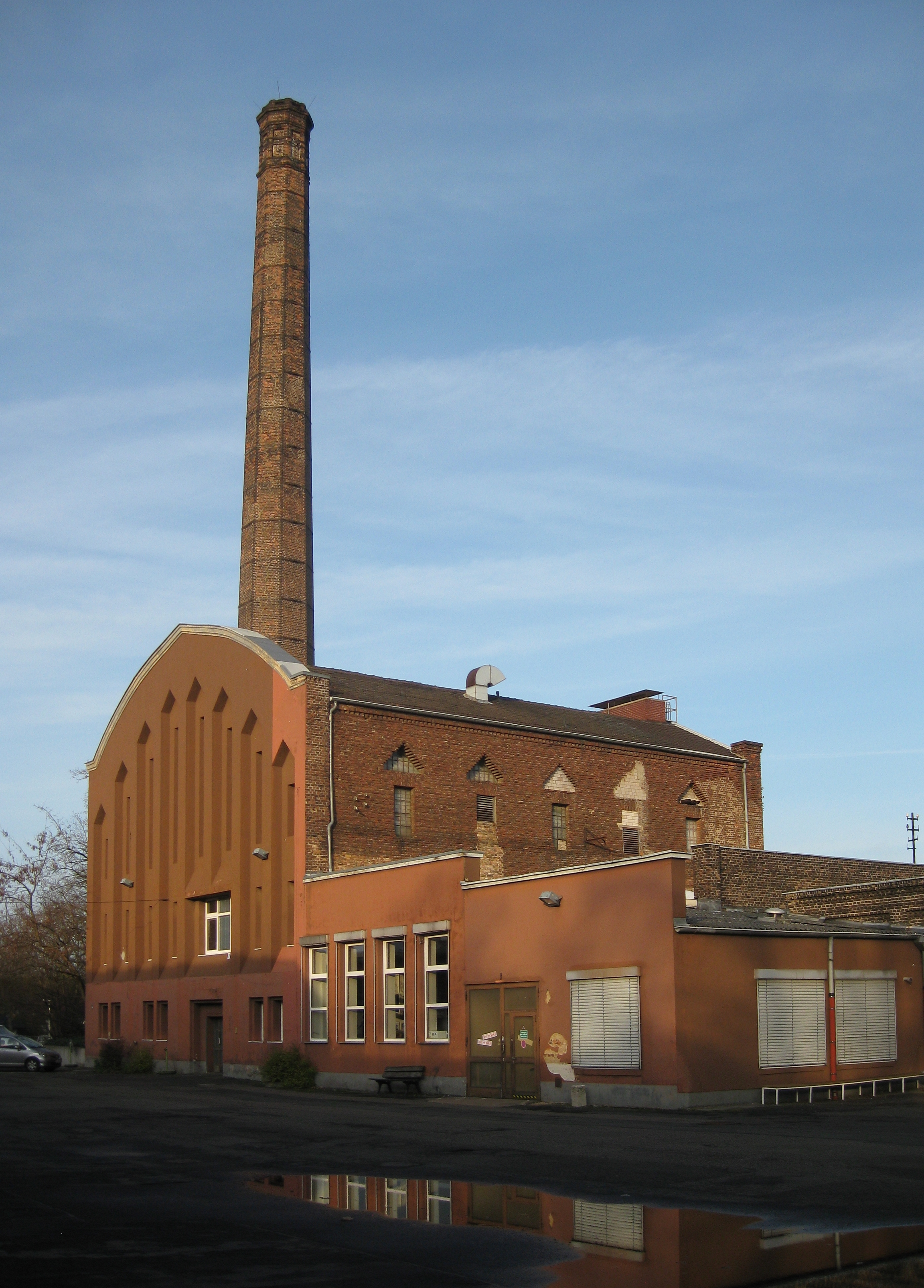
Kesselhaus
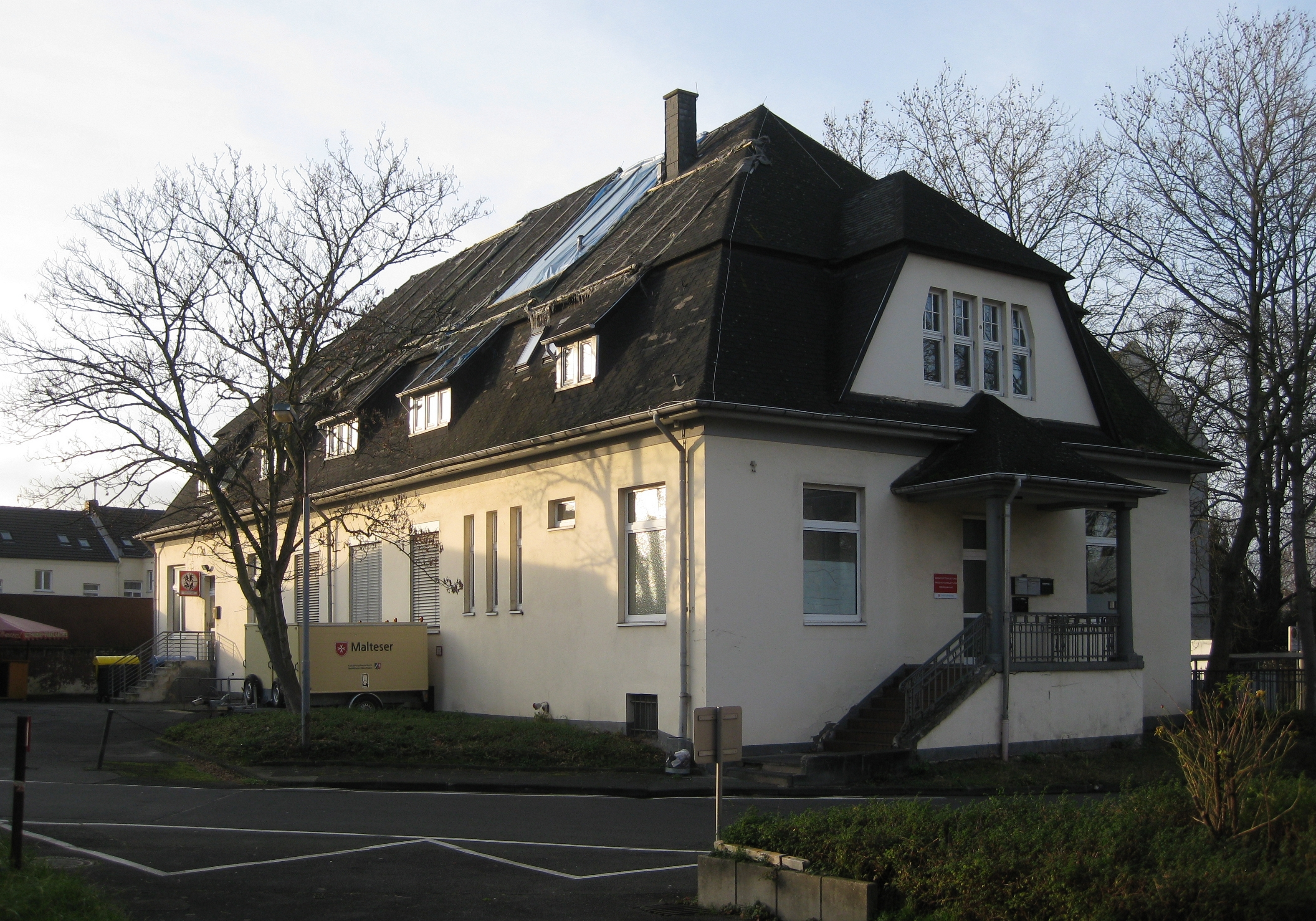
Verwaltungsgebäude
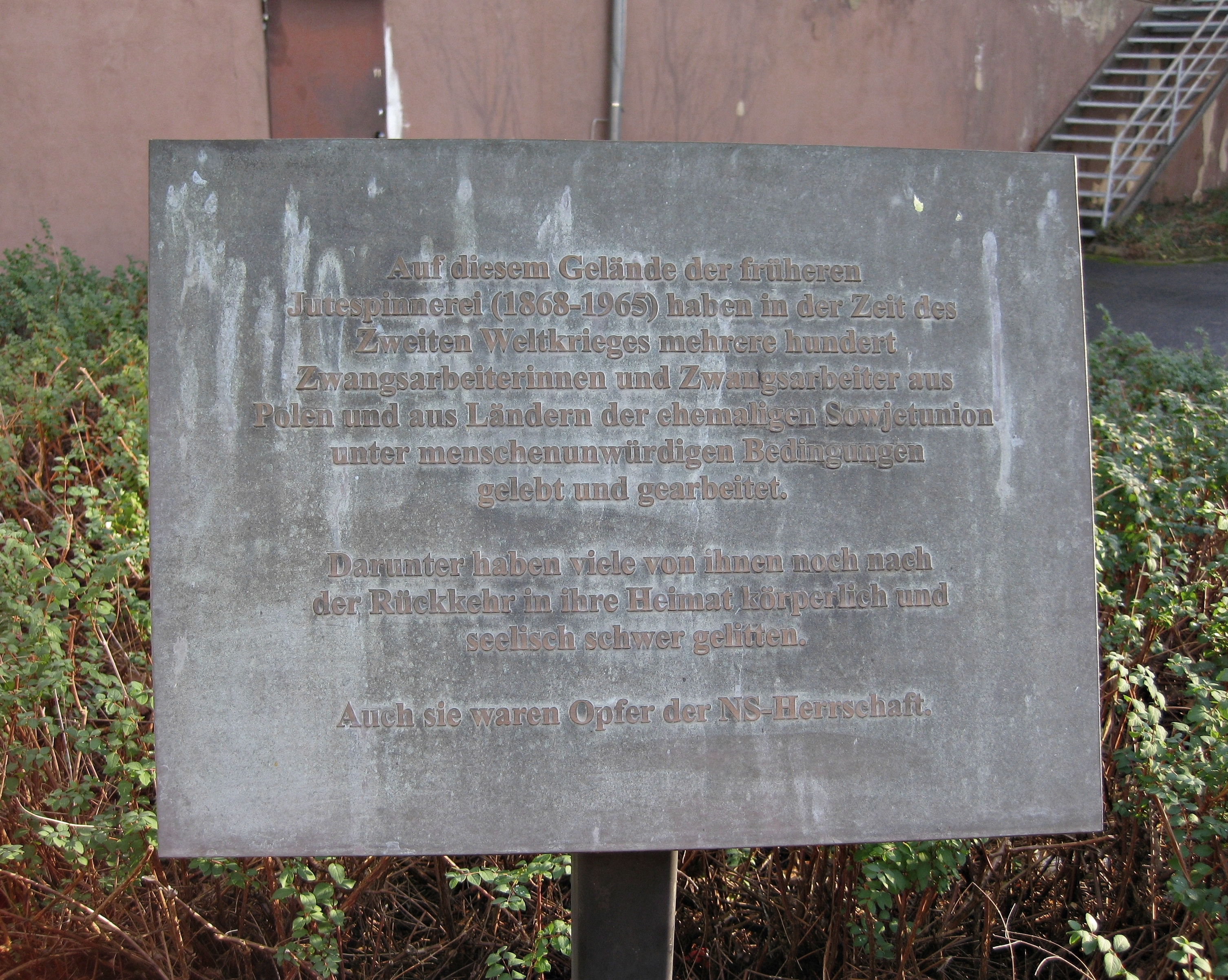
Zwangsarbeiter-Gedenktafel